# The Moonglows
The Moonglows – amerykańska grupa rockowa powstała w 1951. Grupa zaliczana jest do najwybitniejszych zespołów reprezentujący gatunek rhythm and blues, choć rozpoczynała jako typowy przedstawiciel doo wop. Technika wokalna, grupa przewyższała wszystkie inne grupy swojej epoki. W grupie debiutował słynny z solowej kariery Marvin Gaye. Do największych przebojów grupy należą Sincerely, Most of All i See Saw
W 2000 grupa została wprowadzona do Rock and Roll Hall of Fame.

## W grupie występowali
- Prentiss Barnes – śpiew
- John Brown – śpiew
- Harvey Fuqua – śpiew
- Marvin Gaye – śpiew
- Pete Graves (wł. Alexander Graves) (ur. 17 kwietnia 1930, zm. 15 października 2006) – śpiew
- Billy Johnson (zm. 29 kwietnia 1987) – gitara
- Bobby Lester (ur. 13 stycznia 1930) – śpiew
- Chuck Lewis – gitara basowa
- Doc Williams – śpiew

## Dyskografia
- 1959: Look, It's the Moonglows
- 1964: The Moonglows
- 1972: The Return of the Moonglows
- 1991: Sincerely
- 1992: On Stage (Live)